# Itzhak Shoham
Itzhak Shoham (* 14. November 1947 Buenos Aires, Argentinien) ist ein israelischer Diplomat.

## Werdegang
1970 wanderte Shoham von Argentinien nach Israel in den Kibbuz Gazit aus. Er studierte Politikwissenschaft, Lateinamerikanische und Christliche Studien an der Hebräischen Universität Jerusalem.
1973 trat er in den diplomatischen Dienst Israels ein. Er diente zunächst bis 1977 als Attaché an der Botschaft in Peru. 1977 bis 1981 war er im israelischen Außenministerium beschäftigt. 1985 bis 1986 war Shoham Zweiter Sekretär an der Botschaft in Paraguay. 1983 bis 1985 war er in der Protokollabteilung des Außenministeriums tätig. 1985 bis 1986 war er Direktor der Lateinamerika-Abteilung des Zentrums für Internationale Zusammenarbeit (MASHAV) beim israelischen Außenministerium. Er diente von 1986 bis 1988 als Erster Sekretär in der Botschaft in Montevideo, Uruguay. 1988 bis 1991 war er Berater für Öffentlichkeitsarbeit und Verbindungsmann zum Heiligen Stuhl und an der Botschaft in Italien. 1991 bis 1993 diente er in der Abteilung für Öffentlichkeitsarbeit im Außenministerium Israels. 1993 bis 1994 war er in der Abteilung Europa 1 im Außenministerium tätig. 1994 bis 1997 war Shoham Generalkonsul Israels in Istanbul. 1997 bis 1999 diente er abermals an der Botschaft in Italien im Range eines Ministers. 1999 bis zum August 2001 war er Direktor der Abteilung Europa 2 im israelischen Außenministerium. Ab 2001 bis zum August 2005 war er Israels Botschafter in Singapur. Am 29. August 2002 überreichte Shoham seine Akkreditierung als erster israelischer Botschafter in Osttimor an Xanana Gusmão.
Von September 2005 bis Mai 2007 leitete Shoham übergangsweise verschiedene Direktorate im Außenministerium. Von Juni 2007 bis August 2009 war er Direktor des Büros Nordostasien. Im September 2009 übernahm er wieder einen Botschafterposten, diesmal in Bangkok für Thailand und Kambodscha. Im September 2012 kehrte Shoham zurück in das Außenministerium als stellvertretender Generaldirektor und Chef der Abteilung Lateinamerika und Karibik.

## Sonstiges
Shoham ist verheiratet und Vater zweier Söhne.
Er spricht neben Hebräisch Italienisch, Englisch und Spanisch.